# ちくさ高原ゆり園
ちくさ高原ゆり園（ちくさこうげんゆりえん）は、兵庫県宍粟市千種町西河内に所在する公園。

## 概要

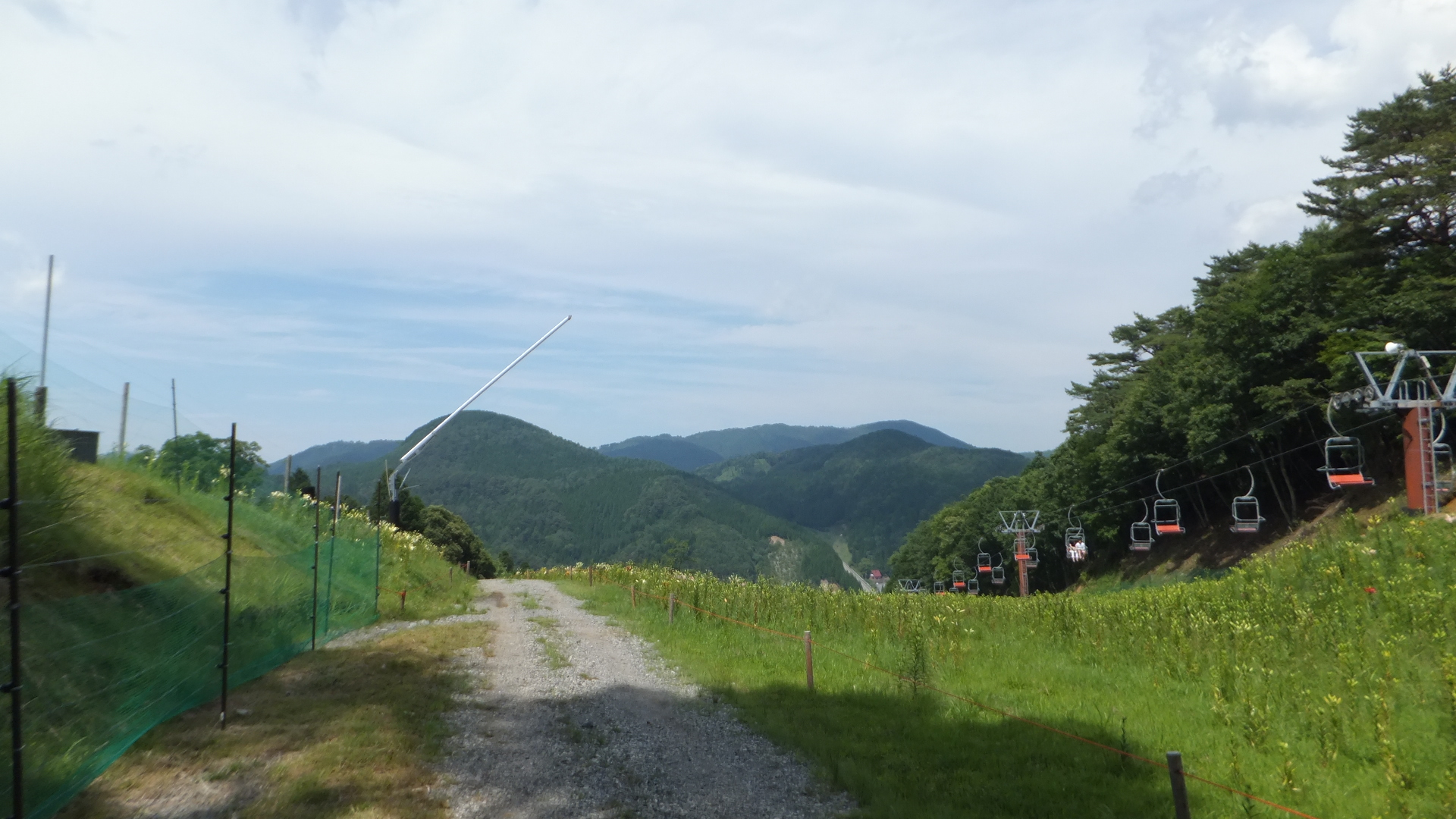
遊歩道とスキー用のリフト

- ちくさ高原のちくさ高原スキー場をオフシーズンである夏季に活性化する為に開園し、活用している。[2]位置する約50種類150万輪が咲いているユリ園である。[3]

## 歴史
- 1986年2月 - ちくさ高原開発企業組合が設立する。[1]
- 2013年7月13日 - 開園する。

## 施設
- スノーマンハウス
- ロッジちくさ
- ちくさ高原温泉

## 施設内に咲いている花
- ユリ

## 営業期間
- 毎年7月第2土曜日から8月の第3日曜日まで開園する。

| 年     | 期間              |
| ------ | ----------------- |
| 2013年 | 7月13日 - 8月23日 |
| 2014年 | 7月12日 - 8月24日 |